# Krimpgebied
Een krimpgebied of krimpregio is een gebied dat te maken heeft met bevolkingsdaling. Dergelijke krimp kan negatieve gevolgen hebben voor de economie en leefbaarheid in een regio.

## Nederland
De Nederlandse overheid hanteert een lijst met krimp- en anticipeergebieden die extra aandacht krijgen.
Een krimpgebied is een regio waar al sprake is van krimp, een anticipeergebied is een regio waar in de toekomst krimp wordt verwacht. Een krimp- of anticipeergebied zal bijvoorbeeld worden ontzien bij bezuinigingen op overheidsorganisaties. In 2015 gold dat voor de volgende gebieden:

### Krimpgebieden
- Eemsdelta
- Oost-Groningen
- De Marne
- Parkstad Limburg
- Maastricht en Mergelland
- Westelijke Mijnstreek
- Zeeuws-Vlaanderen
- Achterhoek
- Noordoost-Friesland

### Anticipeergebieden
- Friese Waddeneilanden
- Hoeksche Waard
- Kop van Noord-Holland
- Krimpenerwaard
- Midden-Limburg
- Noord-Limburg
- Noordwest-Friesland
- Oost-Drenthe
- Schouwen-Duiveland
- Walcheren
- Zuidoost-Friesland